# Leopold Blaschka

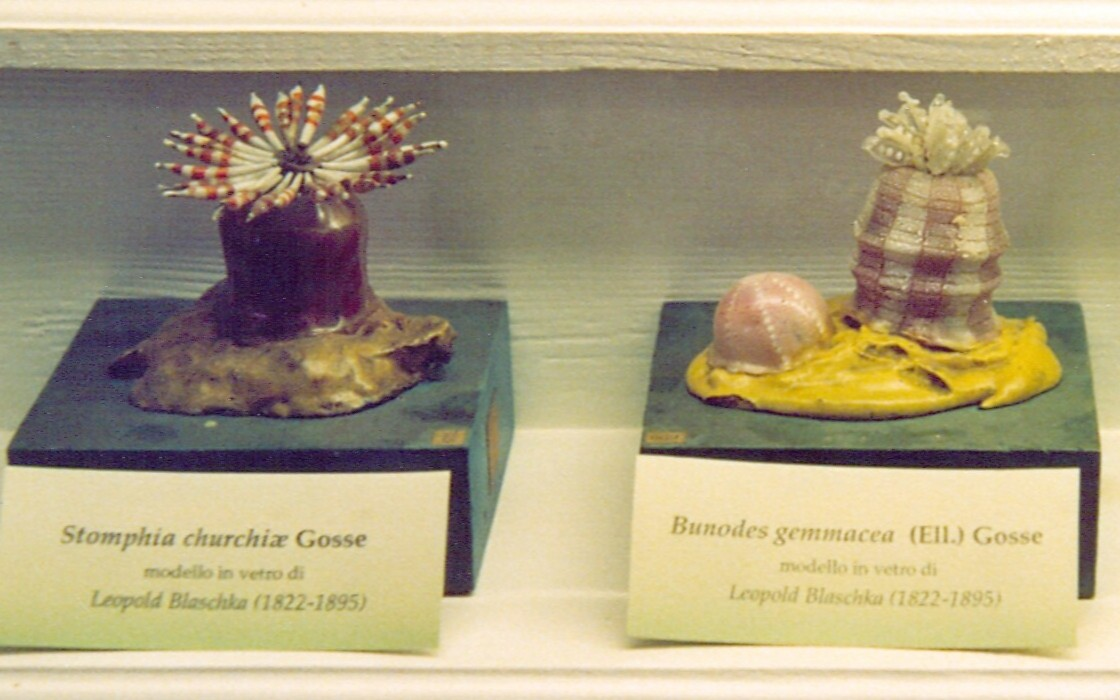
szklane modele

Leopold Blaschka (ur. 27 maja 1822 w Českým Dubie, zm. 3 lipca 1895 w Dreźnie) – niemiecki artysta w szkle pochodzący z czesko-niemieckiego pogranicza. Twórca tzw. Szklanych Kwiatów (ang. Glass Flowers, niem. Glasmodelle der Blaschkas).
Leopold Blaschke urodził się w miejscowości Český Dub w Czechach. Rodzina Blaschke pochodziła z miejscowości Antoniów (niem. Antoniwald) w Górach Izerskich. Region ten znany był z obróbki szkła, metali i klejnotów. Leopold uczył się rzemiosła w rodzinnej firmie, która produkowała szklane oczy i ozdoby. Opracował technikę, którą określa się jako „glass-spinning”, i która pozwalała na tworzenie wysoce precyzyjnych i szczegółowych prac w szkle.
Leopold zmienił pisownię nazwiska na Blaschka. Po narodzinach syna Rudolfa (17 czerwca 1857 – 1 maja 1939) rodzina przeniosła się do Drezna, aby dać dziecku lepsze szanse edukacyjne. Około 1880 roku Rudolf zaczął pomagać ojcu. W swoim studiu w Hosterwitz, niedaleko Drezna, wspólnie tworzyli bardzo realistyczne szklane modele bezkręgowców. Okazy te są w posiadaniu m.in. Uniwersytetu Cornella w Ithaca oraz Irlandzkiego Muzeum Narodowego w Dublinie.

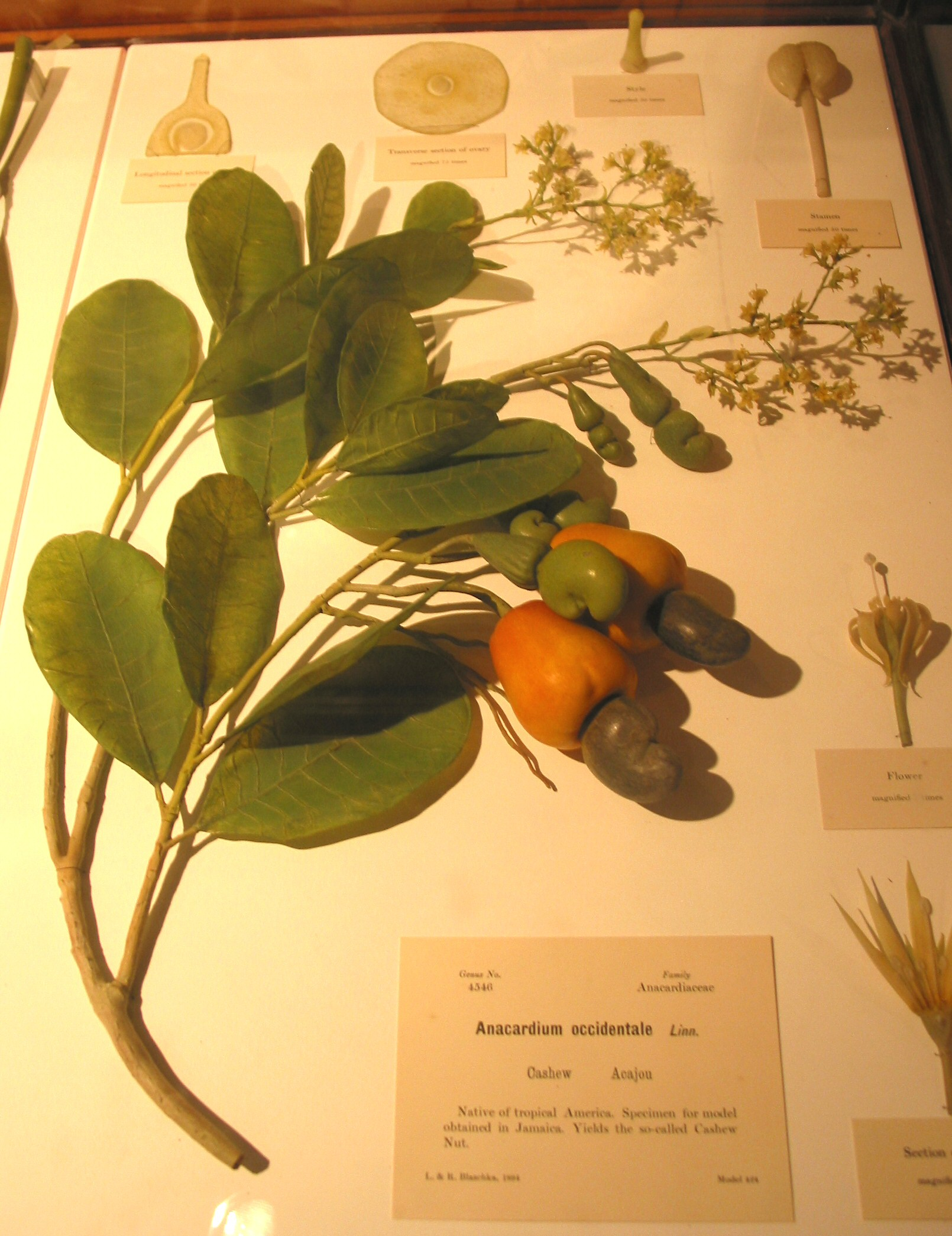
Część kolekcji „Szklane Kwiaty”

Najbardziej znaną kolekcję tzw. Szklane kwiaty zlecił profesor George Lincoln Goodale, pierwszy dyrektor Harvard Museum of Natural History, aby pomóc w nauczaniu botaniki. Były to prawie idealne narzędzia dydaktyczne. Szklane eksponaty były trójwymiarowe, odzwierciedlały oryginalną wielkość i kolor. Kolekcja ta, w sumie ok. 900 okazów, jest do dziś uważana za niezrównaną technicznie.